# XO-1 (恆星)
XO-1是一個距離地球約560光年的11等黃矮星，位於北冕座。XO-1的質量和半徑與太陽類似。2006年使用XO望遠鏡以凌日法發現它有一顆系外行星XO-1b。

## 行星系統
發現XO-1周圍系外行星的XO望遠鏡計畫是一個專業和業餘天文學家的合作團隊。該團隊主持人是太空望遠鏡科學研究所的彼德·麥卡洛（Peter R. McCullough），團隊成員中有來自北美洲和歐洲的業餘天文學家。該行星是以德克薩斯州大學奧斯汀分校麦克唐纳天文台的霍比-埃伯利望远镜和哈兰·史密斯望远镜確認。
以哈伯太空望遠鏡的 NICMOS 進一步研究則發現了該行星大氣層中水蒸汽、甲烷和二氧化碳的存在。但另一個獨立進行的重新研究則未能有相同的發現。
| 成員 (依恆星距離) | 质量           | 半長軸 (AU)   | 轨道周期 (天)           | 離心率    | 傾角 | 半径 |
| ----------------- | -------------- | ------------- | ----------------------- | --------- | ---- | ---- |
| XO-1b             | 0.92 ± 0.08 MJ | 0.049 ± 0.001 | 3.94150685 ± 0.00000091 | 0（假設） | —    | —    |

## 外部連結
- SpaceDaily: Astronomers Catch Planet By Unusual Means (May 19, 2006) （页面存档备份，存于）
- . Exoplanets.   [2009-04-28]. （原始内容存档于2016-03-03）.